# كاسبر أولريش مورتنسن
كاسبر أولريش مورتنسن، (بالدنماركية: Casper U. Mortensen)، مواليد 14 ديسمبر 1989 في كوبنهاغن، هو لاعب كرة يد دانمركي يلعب كجناح أيسر. يلعب حاليا مع نادي برشلونة لكرة اليد ويحمل الرقم 6. مثل منتخب الدنمارك لكرة اليد. شارك في دورة الألعاب الأولمبية الصيفية سنة 2016.

## المسيرة الاحترافية
لعب مع أجاكس هيروز في الدوري الدنماركي من سنة 2007 إلى 2009، ثم لعب مع نادي فريدريكيا لكرة اليد من سنة 2009 إلى 2011، ثم لعب مع نادي هانوفر بورغدورف لكرة اليد في الدوري الألماني في سنة 2016.

## سجل المنافسة
شارك في البطولات التالية:
- بطولة العالم لكرة اليد للرجال 2015
- بطولة أوروبا لكرة اليد للرجال 2014
- بطولة أوروبا لكرة اليد للرجال 2016
- الألعاب الأولمبية الصيفية 2016

## الميداليات
| الميدالية | المسابقة                           |
| --------- | ---------------------------------- |
| ذهبية     | الألعاب الأولمبية الصيفية 2016     |
| فضية      | بطولة العالم لكرة اليد للرجال 2013 |
| فضية      | بطولة أوروبا لكرة اليد للرجال 2014 |

## روابط خارجية
- كاسبر أولريش مورتنسن على موقع الاتحاد الأوروبي لكرة اليد (الإنجليزية)
- كاسبر أولريش مورتنسن على موقع أوليمبيديا (الإنجليزية)